# Altica tamaricis
Altica tamaricis là một loài bọ cánh cứng trong họ Chrysomelidae. Loài này được Schrank miêu tả khoa học năm 1785.